# Загони Путіна
«Загони Путіна» (рос. Отряды Путина) — незареєстрований громадський рух, створений засновником благодійного фонду «Соціальна справедливість», краснодарським бізнесменом Маратом Дінаєвим, який базується в Краснодарі. Складається в основному з жінок пенсійного віку.
Своєю метою «Загони Путіна» проголошує підтримку президента Росії Владимира Путіна і боротьбу з опозицією. Рух найбільш відомий штурмами штабу опозиційного діяча Олексія Навального і відділення партії «Яблуко». «Загони Путіна» також відомі гнівним зверненням до президента США Дональд Трамп і спалюванням прапора США, танцем під пісню «Тане лід», «чарівним» рецептом від COVID-19 та іншими акціями.
Серед опозиції є думка, що Марат Дінаєв переслідує виключно комерційні цілі. Незважаючи на свою продержавну позицію, організація двічі піддавалася ліквідації за запитом Міністерства юстиції.

## Історія

### «Социальная справедливость»
У 1996 році Марат Дінаєв заснував Краснодарський крайовий громадський благодійний фонд допомоги незаможним і малозабезпеченим громадянам "Соціальна справедливість". За його словами, фонд допомагає тільки дітям з неблагополучних сімей, але не залишаються осторонь і літні люди. Станом на липень 2017 року, на інформаційному порталі міністерства юстиції доступний тільки один звіт "Соціальної справедливості" за 2016 рік. Як джерела фінансування в ньому вказані пожертвування фізичних і юридичних осіб. Протягом року фонд витратив близько 4,5 млн рублів на благодійність і близько 850 тисяч на податки, утримання офісу та оплату праці. В аналогічному звіті за 2014 рік, доступному на одному з сайтів фонду, наголошується, що на благодійність було витрачено 4,35 млн рублів, а на додаткові витрати - 335 тисяч рублів.
За словами Дінаєва, необхідність створення громадського руху на базі "Соціальної справедливості" виникла у 2011 році, а назва "Загони Путіна" з'явилася у 2015 році. Водночас у роликах руху став з'являтися спеціальний стяг - портрет президента на ліловому прапорі. Сама організація існує як "клуб за інтересами" без будь-якої реєстрації як юридичної особи.
У вересні 2013 року мер Краснодара Володимир Євланов вручив у Джубгу ветеранам-активістам "Соціальної справедливості" в рамках програми "Старше покоління". Політик також особисто відзначив 15-річчя та 20-річчя організації. У "Соціальній справедливості" проводиться три дитячих свята на рік. Як повідомляється на сайті фонду, у березні 2017 року фонд роздав продуктові набори дітям з малозабезпечених сімей.
За словами Дінаєва, "Соціальну справедливість" спонсорують підприємці, а самі "Загони Путіна" існують тільки на особисті гроші лідера руху. Підприємець також стверджує, що "Загони Путіна" ніяк не пов'язані з владою. Представник краснодарського відділення КПРФ Сергій Обухов стверджував, що "Загони Путіна" фінансувалися місцевим керівництвом, і що організація завжди раніше за всіх погоджує заявки на свої акції. У 2017 році краснодарські прихильники Олексія Навального виявили, що офіс "Соціальної справедливості" розташований у будівлі, яка належить краснодарському департаменту муніципальної власності та міських земель, і, незважаючи на рішення суду у 2015 році про припинення зайняття "Соціальною справедливістю" офісу, організація продовжувала його займати.
В адміністрації Краснодара повідомили, що офіс було передано "Соціальній справедливості" як благодійній організації, і жодних грошей від міста фонд не отримував: "Жодної підтримки за тими діями, які було вчинено Дінаєвим і його прихильниками, з боку адміністрації не було і немає. В адміністрації серйозно незадоволені діями Дінаєва. Члени організації фактично задіяні в політичних акціях, і благодійний статус стає певною мірою прикриттям для дій, які не мають відношення до цілей і завдань організації, що отримувала муніципальне приміщення".

### «Отряды Путина»

#### Передісторія
На базі заснованого в 1996 році благодійного фонду "Соціальна справедливість" були створені "Загони Путіна". Сам офіс фонду розташований на території колишньої квартири першого поверху п'ятиповерхового будинку. Як зазначає "Кавказ.Реалии"", на стінах офісу "Загонів Путіна" наклеєні бежеві шпалери з 1990-х років і скрізь повішені портрети президента Росії Володимира Путіна - "на прапорі, банерах, листівках, навіть на чайному кухлі". Творець "Загонів Путіна" не любить порівнювати його з лідером ЛДПР Владимиром Жириновським.
У 2002 році краснодарська редакція "Комсомольської правди" опублікувала критичну статтю про те, як губернатор Краснодарського краю Олександр Ткачов відпочивав на гірських курортах Австрії. Після цього група пенсіонерів провела протести біля редакції, а потім газета у своїй статті під назвою "Божевільні бабки" описала, як "гвардійська група баб-погромниць прорвала ланцюг охорони та окупувала кабіну ліфта", і пов'язала акцію із засновником фонду "Соціальна справедливість" Маратом Дінаєвим. За даними "Комсомольской правды", Дінаєв підкуповував літніх людей ковбасою і горохом. При цьому протест проти видання був не першою акцією громадського руху. Того ж року Дінаєв намагався балотуватися в депутати Законодавчих зборів Краснодарського краю, проте влада виявила, що майже третину підписів на підтримку кандидата було сфальсифіковано, і зняла його з передвиборчої кампанії. Пізніше учасники руху провели акцію протесту проти підвищення цін на хліб на площі біля будівлі адміністрації Краснодарського краю.
"Комсомольская правда" розповіла, що Марат Дінаєв змінив свою позицію після того, як проти нього було порушено кримінальну справу про побиття двох людей на вулиці. Бізнесмен підтвердив цю інформацію: "Так, я шість місяців під підпискою про невиїзд сидів за сфабрикованими справами". За його словами, проблема вирішилася, коли "купа наших бабок [активістки "Загонів Путіна"] написала міністру внутрішніх справ" - тоді справи закрили.

#### Офіс
Офіс фонду розташований на території колишньої квартири першого поверху п'ятиповерхового будинку. Як зазначає "Кавказ.Реалії", на стінах офісу "Загонів Путіна" поклеєні бежеві шпалери з 1990-х років і скрізь повішені портрети президента Росії Володимира Путіна - "на прапорі, банерах, листівках, навіть на чайному кухлі". Творець "Загонів Путіна" не любить порівнювати його з лідером ЛДПР Владимиром Жириновським.

#### Акції
29 березня 2017 року на каналі "Загонів Путіна" був опублікований кавер на популярну на той час пісню "Тане лід" гурту "Гриби". У ньому три літніх жінки і літній чоловік говорять, як Навальний хоче привласнити собі Росію, однак у нього цього не вийде. У травні на нього відреагував сам Навальний і жартівливо повідомив, що збирається піти з політики. 
4 липня "Загони Путіна" здійснили напад на штаб Олексія Навального в Краснодарі. Група активістів, яка здебільшого складалася з пенсіонерок, вигукувала гасла, зривала плакати і перевертала меблі. У ньому були зірвані плакати, поламані рамки, перевернуті стільці та столи. Марат Дінаєв заявив, що ситуація в штабі Навального в Краснодарі нібито була спровокована його ж прихильниками.
3 серпня активісти "Загонів Путіна" напали на краснодарський штаб опозиційного політика Олексія Навального і увірвалися в будівлю.
У червні 2020 року суд зобов'язав Марата Дінаєва виплатити 300 тисяч рублів за наклеп на правозахисника Сергія Чайковського та ухвалив спростувати в Інтернеті відомості, що не відповідають дійсності.

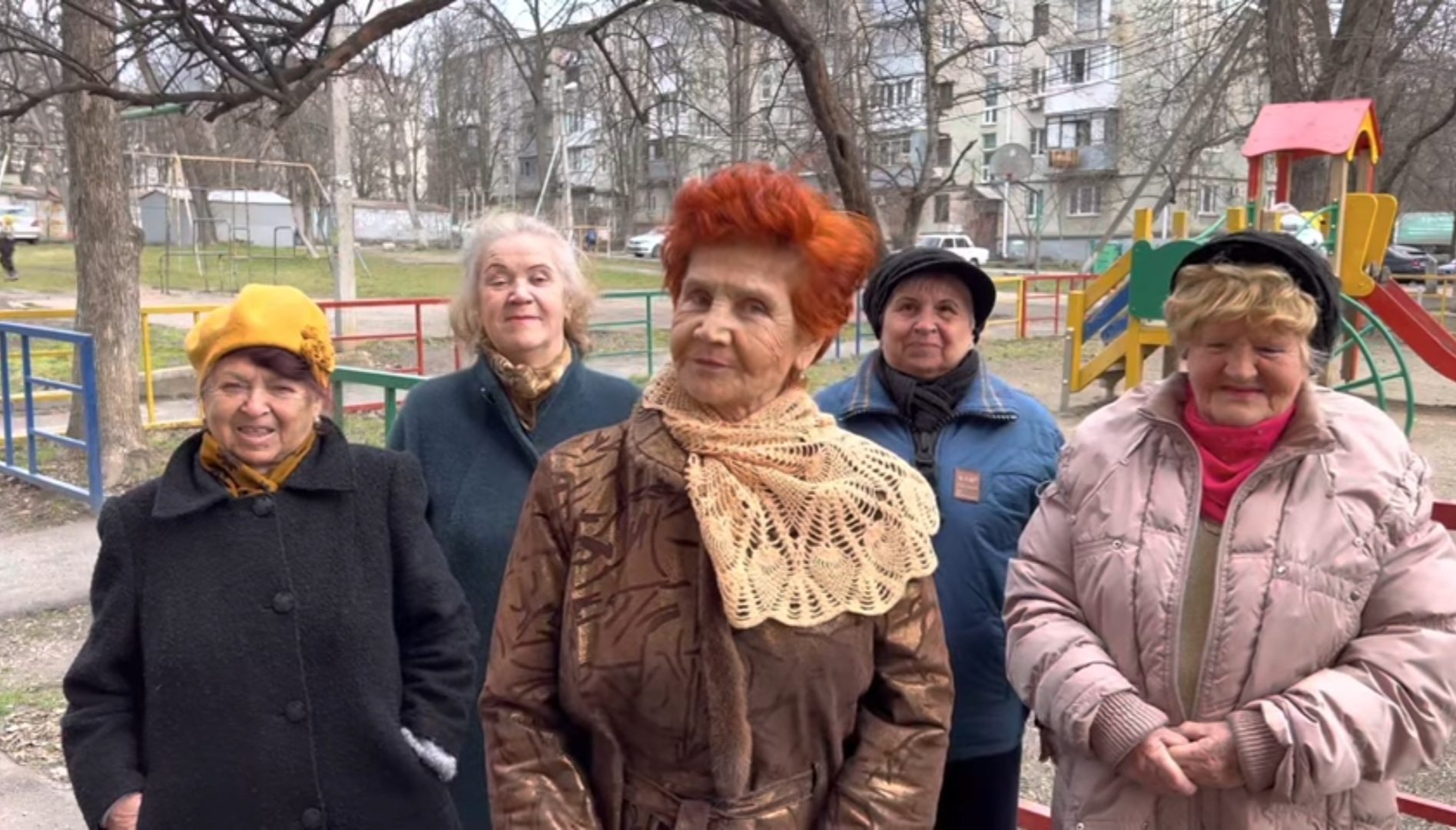
Звернення "Загонів Путіна" до Філіпа Кіркорова 7 березня 2023 року

2 березня 2021 року члени руху "Загони Путіна" виступили проти соціальної мережі Clubhouse. Як заявили активісти, у соцмережі "починаються бардак, кубла і розвал усього просто", а також там є "самогубства". Вони назвали Clubhouse "суцільною аморальністю", від якої "гине молодь", особливо "молоді хлопці". Один із пенсіонерів сказав: "Я підтримую вимоги нашої організації, щоб терміново закрили цю організацію". Інший член "Загонів Путіна" поскаржилася: "Побувавши ніч у цій віртуальній мережі, людина загордилася бог знає що. Або її образили... Ось тобі й суїцид". Відео завершується гучним скандуванням "Закрити! Закрити! Закрити!".
16 лютого 2022 року "Загони Путіна" звернулися до президента США Джо Байдена. На відео члени організації прокоментували виступ Байдена перед громадянами Росії. Пенсіонери стверджували, що не вірять словам політика: "Не віримо ми тобі. Хто ти такий, щоб ми тобі повірили? Хто така Америка, щоб на нас напала... Ми просимо про одне єдине - не наближай до нас НАТО". "Байден, ти Радянський Союз розвалив, більше у тебе цього не вийде".  
24 червня 2022 року у мережах ширилось відео де вони звернулися до Ілона Маска запросити його до росії. "У тебе щось не виходить швидко приїжджай до росій у нас тут любов повага росія з нами. Америка перестала бути країною можливостей приїжджай до нас будешь вивчати космос з нами нам потрібні такі". Після скандального дописа маска.  Який він опублікував 3 жовтня цього ж року.  Загони зробили нове відео з ним. "Прибери свої супутники з України і приїжджай до нас у росію і тоді володимир володимирович дасть тобі бомбосховище політичне, просто прибери їх ми тобі пропонували і по космосу чекаємо тебе у росії".